# Русбах-ам-Пас-Гшютт

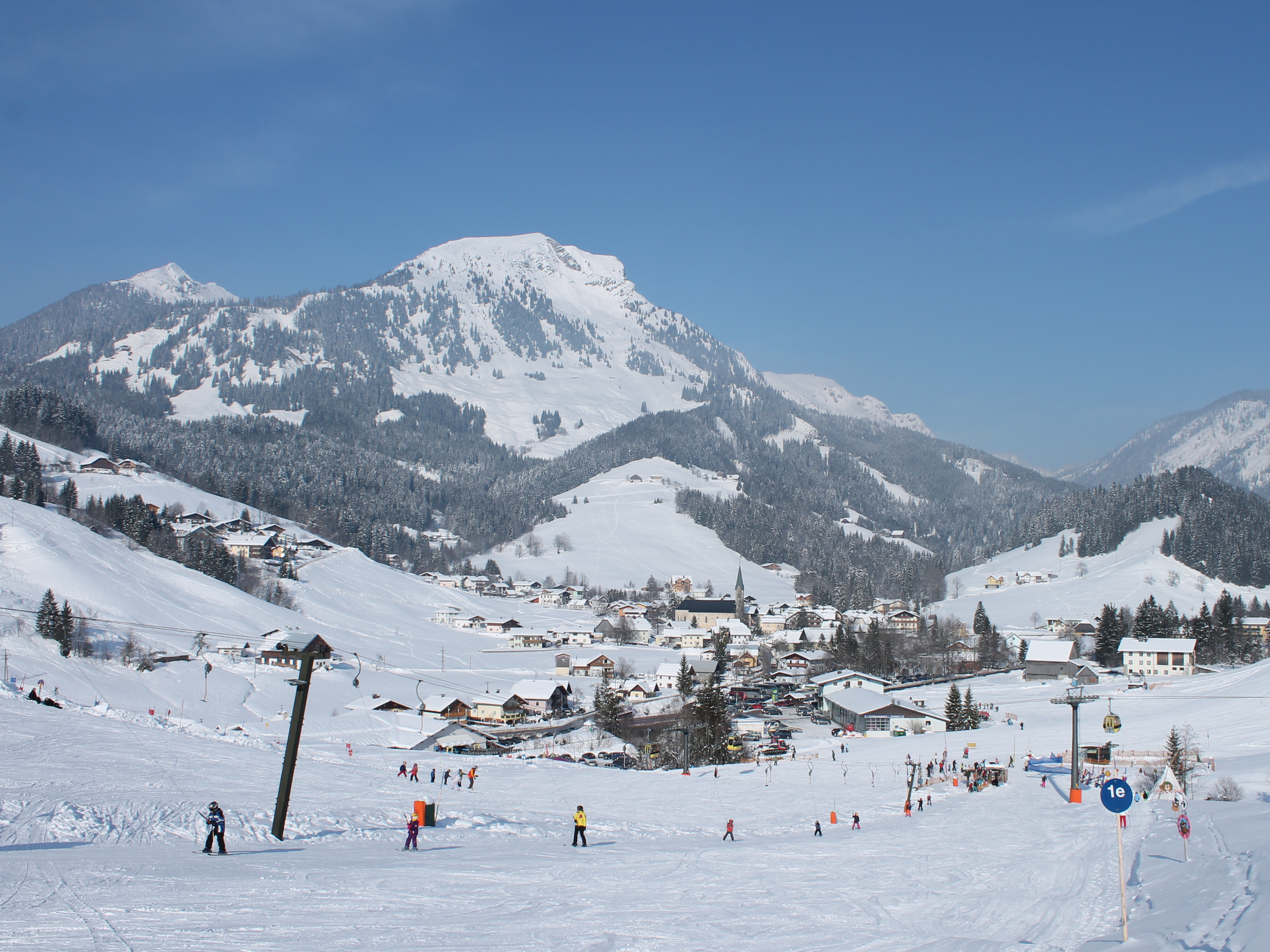
Русбах-ам-Пас-Гшютт

Русбах-ам-Пас-Гшютт (нем. Rußbach am Paß Gschütt) — община (нем. Gemeinde) в Австрии, в федеральной земле Зальцбург. 
Входит в состав округа Халлайн.  Население составляет 800 человек (на 31 декабря 2005 года). Занимает площадь 34,01 км². Официальный код  —  50210.

## Политическая ситуация
Бургомистр общины — Йозеф Грасль (АНП) по результатам выборов 2004 года.
Совет представителей общины (нем. Gemeinderat) состоит из 13 мест.
- АНП занимает 7 мест.
- СДПА занимает 6 мест.